# Bräkne-Hoby kyrka

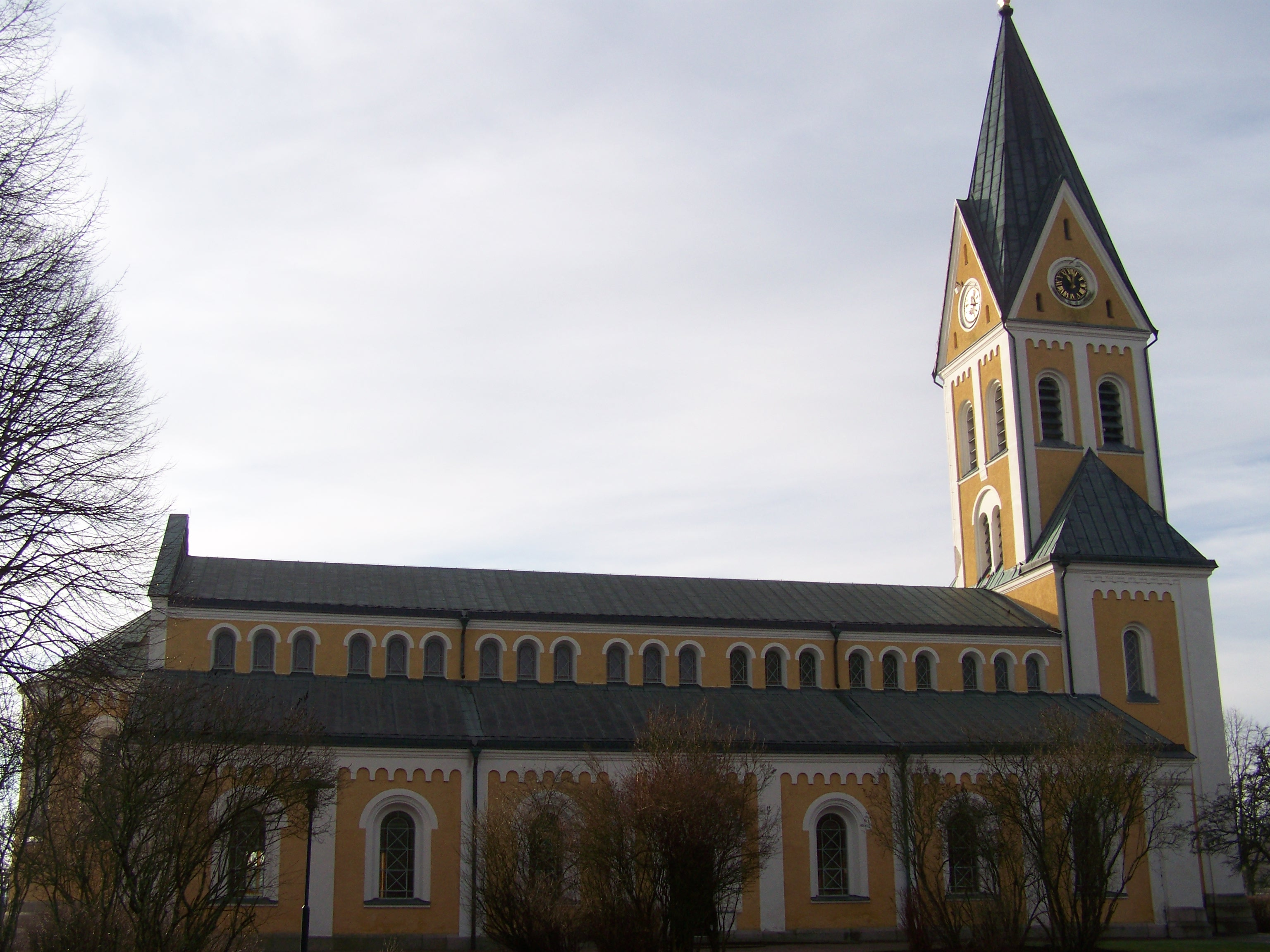
Die Kirche in Bräkne-Hoby

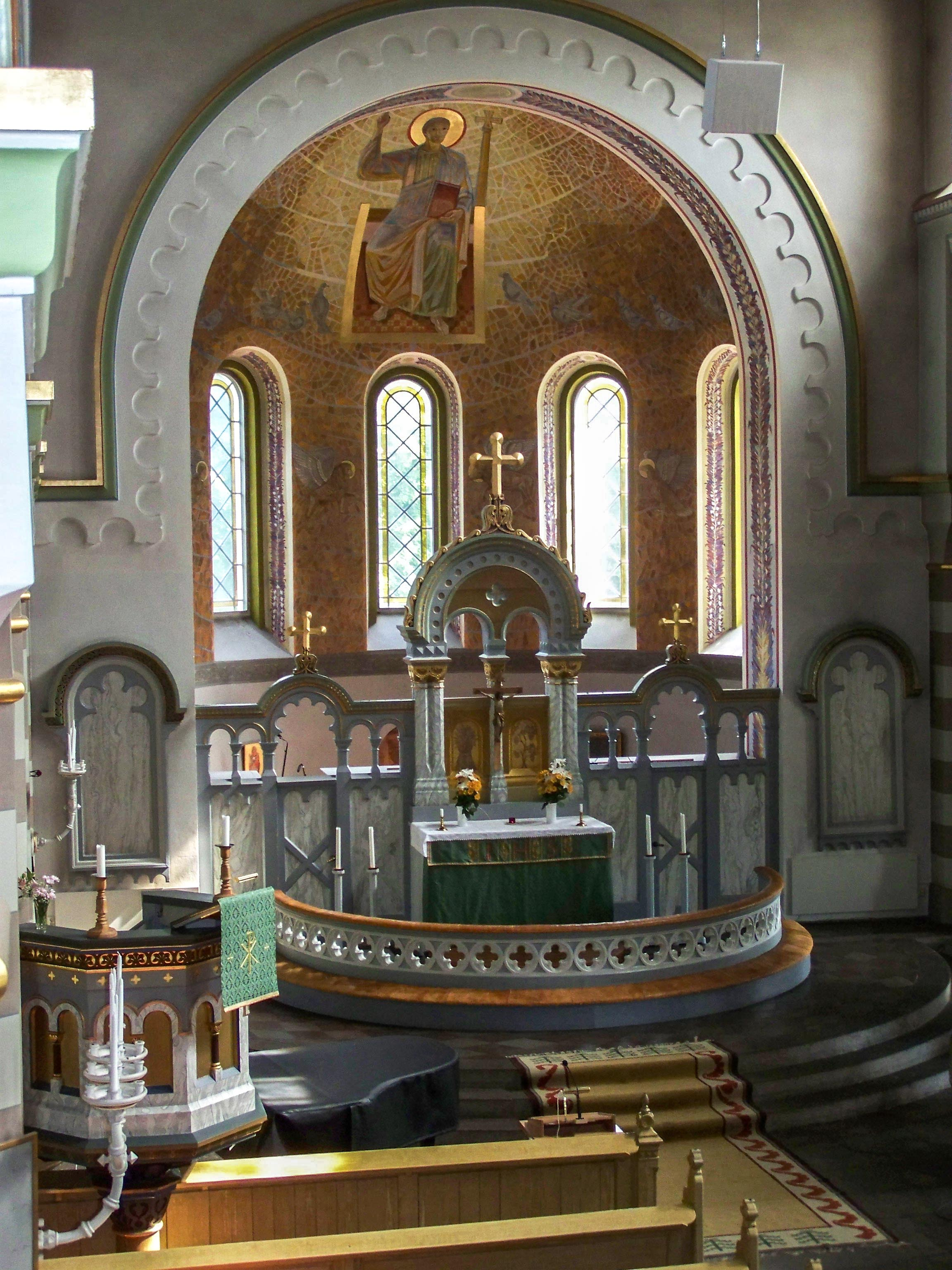
Chor

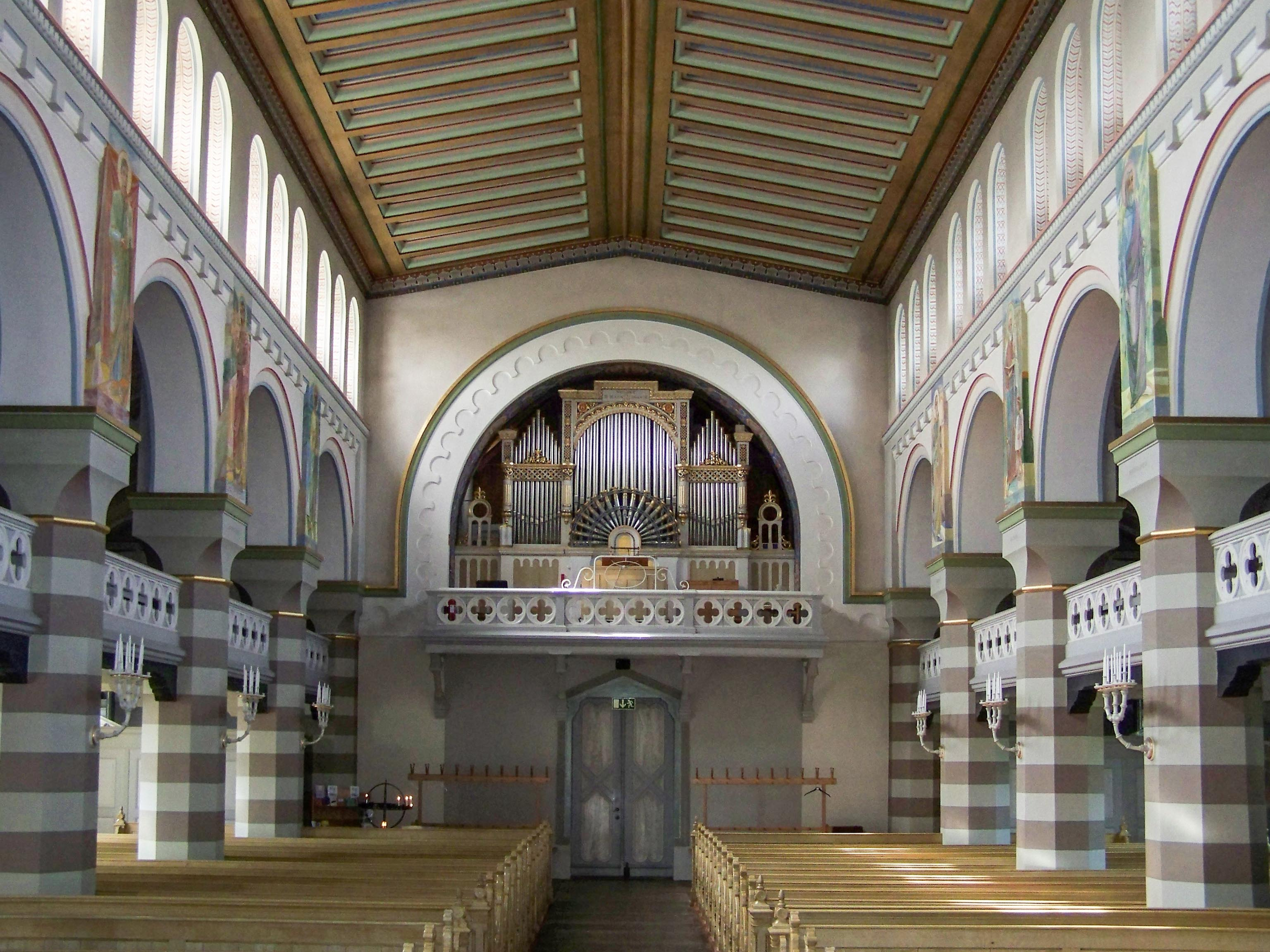
Orgel

Die Kirche in Bräkne-Hoby (schwedisch: Bräkne-Hoby kyrka) ist ein aus dem 19. Jahrhundert stammendes Kirchengebäude in der südschwedischen Ortschaft Bräkne-Hoby. Umgeben ist die Kirche vom Kirchhof.

## Geschichte
Ungefähr auf demselben Platz, auf dem die heutige Kirche steht, befand sich eine im 12. Jahrhundert errichtete Kirche.
Die Kirche wurde von 1868 bis 1872 nach Plänen von Helgo Zettervall errichtet. Von 1958 bis 1959 wurde das Bauwerk grundlegend renoviert.

## Baubeschreibung
Die Kirche ist eine gemauerte dreischiffige Basilika. Sie verfügt über einen Kirchturm mit Uhr und einem Rundbogenportal. Das Mittelschiff verfügt auf jeder Seite über 21 Obergaden. Die beiden Seitenschiffe weisen große Rundbogenfenster auf.

## Ausstattung
Einige der Ausstattungsgegenstände stammen aus der Vorgängerkirche aus dem 12. Jahrhundert. Im Gang befinden sich viele Grabstätten. 
Das Taufbecken ist aus Åhuser Sandstein gefertigt und stammt aus dem 13. Jahrhundert. Die in der Sakristei hängende Altartafel ist aus dem 17. Jahrhundert. Ebenfalls aus dem 17. Jahrhundert, nämlich von 1634 stammt die Kanzel.
Aus dem Jahr 1831 stammt die Standuhr. Die Holzdecke ist bemalt.

### Orgeln
Die alte Orgel wurde 1870 in der Werkstatt von C. A. Johansson in Broaryd gefertigt. Sie kostete 6000 Reichstaler, die der Kaufmann Magnus Magni aus Järnavik stiftete. 1906 und 1985 wurde die Orgel restauriert.
Die Chororgel stammt aus dem Jahr 1970.